# Tiberi Claudi Balbili
Tiberi Claudi Balbili (grec antic: Τιβερίος Κλαύδιος Βαλβίλιος, llatí: Tiberius Claudius Balbilius) conegut com a Balbili el Savi, nascut segurament l'any 3 dC i mort l'any 79 o l'any 80, va ser un astròleg i erudit egipci fill de l'astròleg Tiberi Claudi Trasil i de la princesa ACa II de Commagena, neta o besneta del rei Antíoc I de Commagena i germà d'Eunia, que es va casar amb el prefecte Nevi Sertori Macró.
Era de rang eqüestre i va néixer i créixer a Alexandria. Segurament va arribar a Roma cridat per Agripina, la mare de Neró. Durant el regnat de Calígula era a la ciutat imperial, però en va fugir i va tornar a Alexandria, retornant a Roma durant el regnat de Claudi del que era amic d'infantesa; el va acompanyar a la seva expedició a Britànnia com oficial de la Legio XX Valèria Victrix i va rebre una creu d'honor. Fou nomenat gran sacerdot del temple d'Hermes a Alexandria i director de la biblioteca, i va repartir el seu temps entre Roma i Alexandria. Va ser amic de Claudi fins i tot després que aquest va emetre un edicte desterrant de Roma a tots els astròlegs.
Va predir a Agripina el destí que esperava al seu fill Neró, i també li va dir que moriria a mans d'ell. Tàcit diu que Agripina va manifestar: «Que em mati, si és rei». Sota Neró, que recorria a ell per les consultes astrològiques, i amb el que va compartir les seves aficions orientalitzants, va ser governador romà (prefecte) d'Egipte el 55 o 56 i va exercir el càrrec fins al 59. Va interpretar per l'emperador el significat de l'aparició d'un cometa l'any 60 visible durant sis mesos i d'un altre, considerat més nefast, l'any 64, i va suggerir a l'emperador la mort d'algunes persones importants per a conjurar el presagi. Neró va sentenciar a mort a diverses persones, coincidint amb la conspiració de Pisó a Roma i de Vinici a Benevent. Era un home molt culte i va escriure un llibre sobre Egipte i els seus viatges pel país. Sèneca l'elogia com a home de lletres. Balbili, volent-se distanciar de la repressió que Neró va fer a Roma l'any 66, va marxar de la ciutat fins al 70, i es refugià a Alexandria. Sota Vespasià va retornar a Roma i l'emperador, content per alguns dels seus serveis, va establir, com explica Dió Cassi, uns jocs en honor seu que es van dir Jocs Balbileus i se celebraven a Efes entre el 79 i el segle iii i van arribar a ser molt populars.
Es va casar amb una dona grega i va tenir un únic descendent: una filla de nom Clàudia Capitolina, casada al seu torn amb un príncep grec de Commagena anomenat Gai Juli Arquelau Antíoc Epífanes, fill d'Antíoc IV de Commagena, els quals van ser els pares del príncep Gai Juli Antíoc Epífanes Filopap i la princesa Júlia Balbil·la.
Es conserva de Balbili un resum en llengua grega de les regles que va establir sobre la duració de la vida en funció dels càlculs astrològics.